# شهرستان ال بور
شهرستان ال بور یک منطقهٔ مسکونی در سومالی است که در جلجدود واقع شده‌است.